# Arachnura heptotubercula
Arachnura heptotubercula — вид павуків родини Павуки-колопряди (Araneidae).

## Поширення
Вид поширений на сході Китаю. Зустрічається на окраїнах лісів, у просіках, рідколіссі, садах.

## Опис
Ці павуки забарвлені у коричневий колір, мають на тілі відростки та маскуються під сухе листя. Самиці мають хвіст, схожий на хвіст скорпіона. Самці менші від самиць у 10 разів, безхвості.
Укус павука для людини нешкідливий, може викликати лише місцевий, несильний біль.